# شتتن ام کالتن مارکت
شتتن ام کالتن مارکت (به آلمانی: Stetten am kalten Markt) یک شهر در آلمان است که در زیگمارینگن واقع شده‌است. شتتن ام کالتن مارکت ۵٬۳۸۰ نفر جمعیت دارد.